# Hemitripteridae
Hemitripteridae là danh pháp khoa học của một họ cá biển theo truyền thống xếp trong liên họ Cottoidea của phân bộ Cottoidei trong bộ Cá mù làn (Scorpaeniformes).
Phân tích phát sinh chủng loài của Smith & Busby năm 2014 cho thấy Hemitripteridae là cận ngành với họ Agonidae Swainson, 1839. Vì thế việc gộp Hemitripteridae vào họ Agonidae là hợp lý.
Chúng là cá ăn đáy, với thức ăn chủ yếu là động vật không xương sống nhỏ. Các loài cá này sinh sống tại tây bắc Đại Tây Dương và bắc Thái Bình Dương. Chúng được che phủ trong các gai nhỏ là vảy bị biến đổi.

## Các chi
- Blepsias
- Hemitripterus
- Nautichthys